# 布達佩斯圍城戰
布達佩斯戰役是第二次世界大戰末期蘇軍在布達佩斯攻勢中圍攻匈牙利首都布達佩斯的戰役，圍城戰长达50天。
當1944年12月26日蘇軍包圍了由德意志國防軍及匈牙利軍防守的布達佩斯，圍城戰就此開始。围城期间约有38,000名平民死于饥饿或戰火。守軍在1945年2月13日無條件投降。此次围城是盟军向柏林推进过程中的一场策略性的胜利。

## 背景
匈牙利在對蘇作戰的三年期間蒙受了將近20万人的慘重傷亡。隨著戰爭前線不斷逼近自己的城鎮，匈牙利在1944年初已經準備好退出二戰。當匈牙利國內政治勢力企圖實現停火的時候，德國在3月19日先發制人，實施馬格麗特行動派兵進駐匈牙利。
到了1944年10月，西線盟軍在諾曼底戰役和法萊茲包圍戰中節節勝利，東線蘇軍則在巴格拉基昂行動中大獲全勝。匈牙利攝政王霍爾蒂·米克洛什再次企圖與盟軍單獨媾和。希特勒得悉霍爾蒂的圖謀後發動了鐵拳行動，迫使匈牙利繼續依附軸心國，並迫令霍爾蒂退位。霍爾蒂和他的政府由箭十字黨的法西斯領袖薩拉西·費倫茨代替。新上台的右翼政府及其德國盟友緊鑼密鼓地在首都布防的同時，轄兩個武装党卫队師的第9武裝黨衛軍山地軍受命開赴布達佩斯以增強當地守備力量。

## 圍城

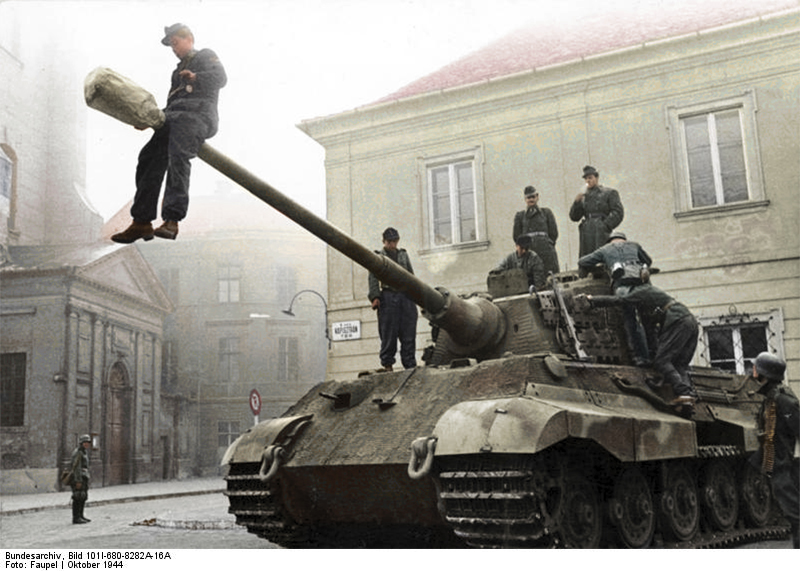
布达佩斯，德国虎王坦克和它的乘员

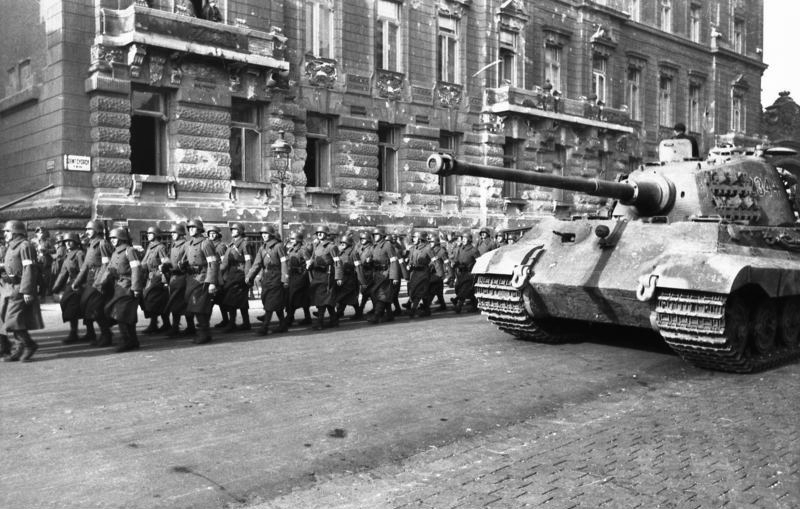
德国虎王坦克和箭十字党部队在布达城堡前

參與圍城戰的蘇軍隸屬於羅季翁·雅科夫列維奇·馬利諾夫斯基指揮的烏克蘭第2方面軍。實際參與戰鬥的部隊包括第53軍團，近衛第7軍團，以及烏克蘭第3方面軍的一部分，包括第46軍團和羅馬尼亞第7軍團。
守軍包括了德意志國防軍，武裝親衛隊及匈牙利軍（Honved 或 Honvédség）。布達佩斯戰役是第二次世界大戰中最殘酷的圍城戰之一

### 包圍布達佩斯

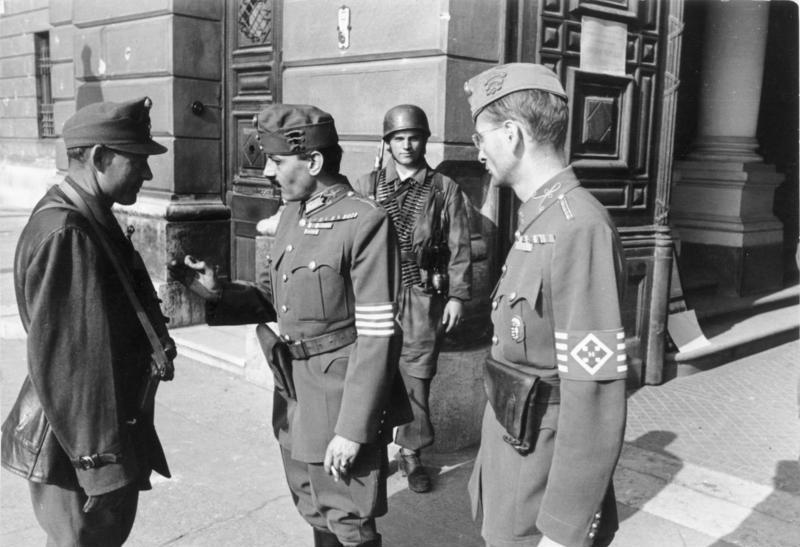
1944年10月16日，在布达佩斯桑多尔宫前，匈牙利军官带着箭十字勋章。背景中为站岗的德国伞兵

1944年10月29日蘇聯紅軍開始進攻布達佩斯，超過1百萬人分成兩個機動集團向該城進發，計劃將布達佩斯與餘下的德國及匈牙利軍隊分割，11月7日蘇聯軍隊進入布達佩斯舊城區20英哩的郊區，12月19日，紅軍經過一輪休整後恢復進攻。12月26日，蘇聯軍隊切斷了連接布達佩斯和維也納的公路，完成對布達佩斯的合圍。納粹擁立的“國家領袖”萨拉希·费伦茨早在12月9日就逃之夭夭。
蘇軍的包圍圈困住了布達佩斯城內將近33,000名德國及37,000名匈牙利士兵，還有超過800,000名平民，阿道夫·希特勒不但拒絕授權部隊撤退，還宣佈布達佩斯是一個要塞城市（Festung Budapest），守軍必須戰至最後一兵一卒。第9武裝黨衛軍山地軍的指揮官卡爾·費弗-維爾登布魯赫受命負責城市的防務。
布達佩斯是約瑟夫·史達林的主要目標，當時雅爾達會議正準備召開，史達林希望向溫斯頓·邱吉爾及羅斯福展示他的強大力量，因此他命令羅季翁·雅科夫列維奇·馬利諾夫斯基將軍儘快攻佔該城。

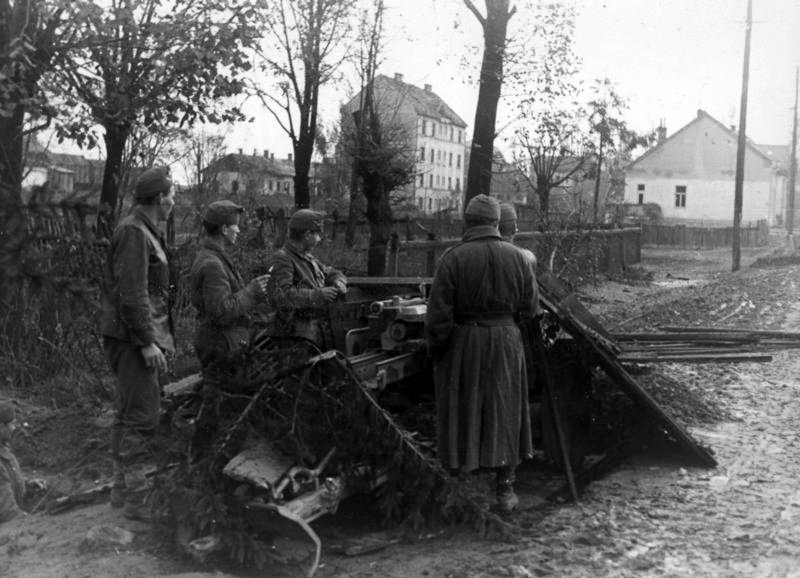
1944年11月布达佩斯郊外的匈军及其Pak 40反坦克炮

1944年12月28日夜間，烏克蘭第2和第3方面軍通過電台和喇叭喊話接觸城內德軍，以圖為城市投降展開交涉。蘇軍承諾會善待俘虜並會開出人道的投降條件，而且保證特使不會攜帶武器，其座車會懸掛白旗。
次日，兩組蘇聯特使如期到達。烏克蘭第3方面軍派出的第一組特使於早晨10時抵達布達霍克區域，並被帶到瓦登布里契的指揮所。談判最終破裂了，瓦登布里契拒絕了投降條件，並將蘇聯特使送回戰場上。正當特使返回營地時，德軍突然開火擊斃了奧斯塔朋科上尉。奧爾洛夫中尉與戈爾巴秋克上士果斷跳進一條壕溝方能僥倖逃生。由於德軍炮火猛烈，蘇軍延至12月29日夜間才搶回奧斯塔朋科上尉的遺體。上尉以軍禮下葬於布達霍克。
烏克蘭第2方面軍派出的第二組特使於早晨11時抵達基斯佩斯特區域。特使到達後德國守軍旋即對其開火。特使的領袖米克洛什·斯泰恩梅茨上尉苦求展開談判無果，並在德軍擊中其座車後與兩名手下一同犧牲。
| 布达軍團亚历山大·瓦西里耶维奇·彼得鲁舍夫斯基中将（第46集团军） | 布达軍團亚历山大·瓦西里耶维奇·彼得鲁舍夫斯基中将（第46集团军） |
| -------------------------------------------------------------- | -------------------------------------------------------------- |
| 第75步兵军– 阿德里安·Z·阿基门科少将                            |                                                                |
|                                                                | 近卫步兵第59师 –格奥尔基·彼得罗维奇·卡拉梅舍夫少将             |
| 第49近卫步枪师 – 瓦西里·菲利波维奇·马尔格洛夫少将              |                                                                |
| 第37步兵军——费奥多尔·萨莫伊洛维奇·科尔丘克少将                 |                                                                |
|                                                                | 第320步兵师 – 约瑟夫·Z·布里克上校                              |
| 第180步兵师 – 伊利亚·D·安德留科夫上校                          |                                                                |
| 第109近卫步枪师 – 伊利亚·瓦西里维奇·巴尔迪诺夫上校             |                                                                |
| 第23步兵军——米哈伊尔·弗罗洛维奇·格里戈罗维奇少将               |                                                                |
|                                                                | 第99步兵师 – 扎卡里·塔特沃索维奇·德尔兹扬上校                  |
| 第316步兵师 – G·S·撤伯特羅夫上校                               |                                                                |
| 海军陆战队第83旅                                               |                                                                |
| 佩斯軍團伊万·梅福耶维奇·马纳加罗夫中将（第53集团军）           |                                                                |
| 第30步兵军 格雷戈里·S·拉兹科少将                               |                                                                |
|                                                                | 第25步兵师 – 亚历山大·米哈伊洛维奇·佩尔曼诺夫少将              |
| 第155步枪师 – 尼基弗·E·巴特鲁克上校                            |                                                                |
| 第151步兵师 丹尼斯·普罗塔索维奇·波德日瓦洛夫少将               |                                                                |
| 近卫坦克第39旅                                                 |                                                                |
| 罗马尼亚第七军将军尼古拉·索瓦（1945年1月16日撤出）             |                                                                |
|                                                                | 罗马尼亚第19 师 – 迈克尔·勒克图舒准将                          |
| 罗马尼亚第2师 – 米哈伊尔·沃伊库准将                            |                                                                |
| 罗马尼亚第9骑兵师 – 伊利·安东内斯库准将                        |                                                                |
| 第18近卫步枪军——伊万·米哈伊洛维奇·阿福宁中将（1月21日受伤）    |                                                                |
|                                                                | 第297步兵师 – 安德烈·伊格纳季耶维奇·科夫通-斯坦科维奇上校      |
| 第317步兵师 – 鲍里斯·W·古申上校                                |                                                                |
| 第3装甲旅                                                      |                                                                |
| 第68步兵师 – T·K·科尔涅耶夫少将                                |                                                                |
| 第66步枪师 – F·K·奈斯特羅夫上校                                |                                                                |

### 德軍首次企圖解圍
蘇軍從城市東部近郊開始進攻，逐步攻入佩斯城，並利用它寬闊的主幹道加快突進的速度，德國及匈牙利守軍無力堅守戰線，只得用空間換取時間，延滯蘇軍兵力。為了縮短戰線，守軍最終選擇了撤退，希望借助布達城的山區地形進行防守。
1945年1月，德軍先後組織了3次代號為康拉德行動的反攻。在這次行動裡，德國及匈牙利的聯軍企圖解救困守布達佩斯的部隊。
1月1日，德軍實施康拉德I號行動。德軍武裝親衛隊第4裝甲軍從陶陶市開始進攻，企圖穿越布達佩斯西北部的山地以突破蘇軍的包圍圈。1月3日，蘇軍司令部增調4個師迎擊德軍，並在布達佩斯北面20公里的比奇凱成功阻擊進犯之敵，1月12日，德軍被迫撤退。
1月7日，德軍實施康拉德II號行動。德軍武裝親衛隊第4裝甲軍從艾斯特根向布達佩機場斯發起進攻，試圖奪取機場以便空軍向城內空運補給品。這次攻勢在機場附近遭到阻擊而失敗。
1月17日最後一部份的康拉德行動康拉德III號行動被實施，德軍武裝親衛隊第4裝甲軍及德軍第3裝甲軍從南面進攻及試圖包圍蘇軍10個師，但最終失敗。

### 戰事激化

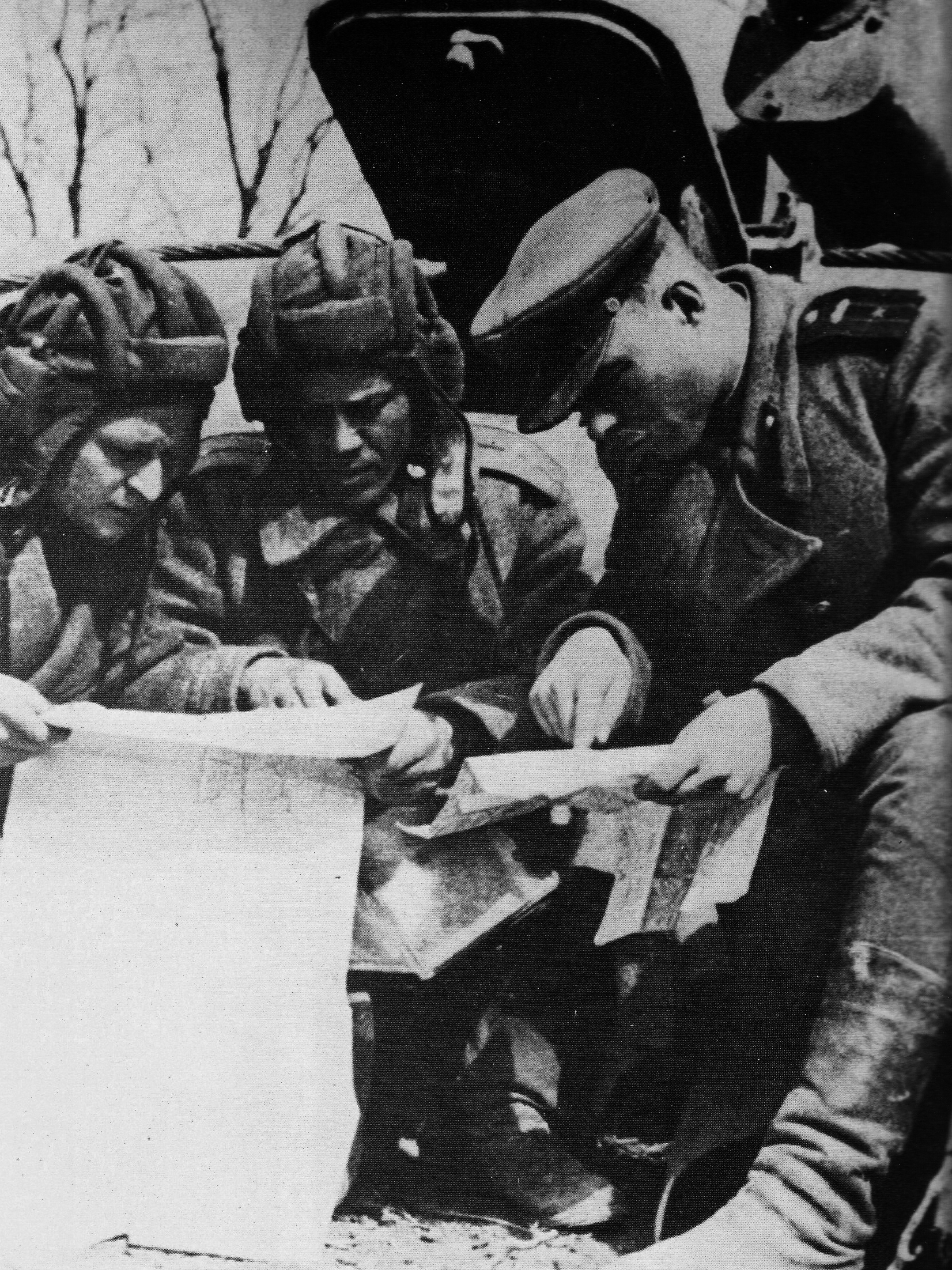
苏联坦克的乘员组在布达佩斯前研究地图

與此同時，布達佩斯城內的街巷戰越發殘酷。由於費里海吉機場早在圍城之前1944年12月27日就已失守，因此物資供應變得十分重要。直到1945年1月9日之前，德軍仍然能冒著不間斷的炮擊將一些主要街道及布達城堡一帶的公園佈置成降落場，以供飛機和滑翔機降落。在多瑙河封涷前，一些駁船能借助黑夜和濃霧的掩護向城市輸送物資。然而，糧食短缺越發頻繁，迫使士兵們自發尋找口糧。有些士兵甚至不得不殺食自己的馬匹，而嚴寒的天氣亦影響德國及匈牙利守軍。
蘇軍很快便發現自己面臨昔日德軍在史達林格勒城內的處境，但是他們仍然能借助狙擊手及工兵穩步推進。由於交戰雙方都利用下水道來轉移兵力，使得下水道也變成戰場。6名海军步兵戰士甚至利用下水道潛入城堡山，俘虜一名德軍軍官，然後返回己方戰線。但是，由於當地居民協助軸心國部隊在下水道內設伏，相類似的戰績非常偶然。
1月中切佩爾島和島上的多間工廠被攻佔。這些工廠仍在生產反坦克手雷發射器及炮彈，同時在佩斯城，情況開始惡化，守軍面對防守區被蘇軍一分為二的危險。
1945年1月17日希特勒接受將所有餘下守軍從佩斯城撤退到布達城的建議，所有5座位於多瑙河上的橋樑塞滿了撤退的民眾及軍隊，1月18日雖然匈牙利軍官反對，德軍最終炸毀了這5座漂亮的橋樑。

### 德軍第二次進攻

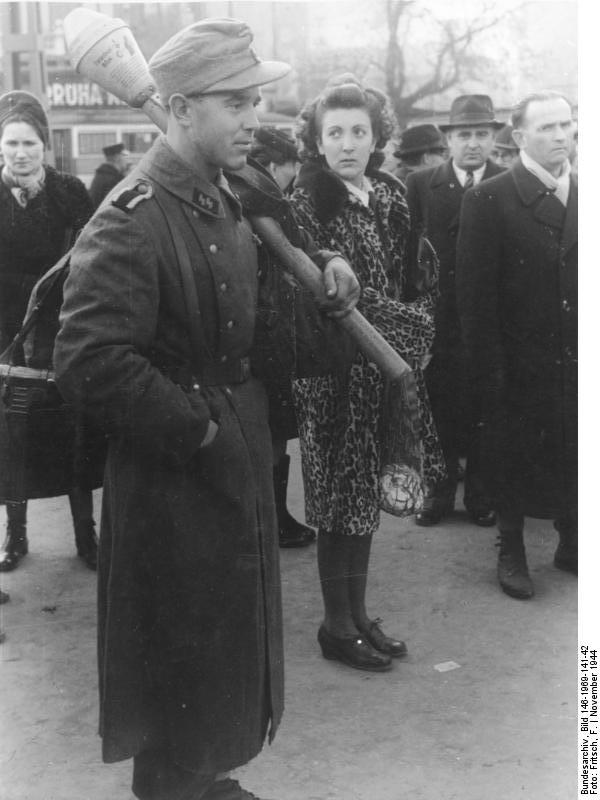
城里拿着铁拳的武装党卫军士兵。巷战中，德匈守军以此击毁了200余辆苏军坦克

1945年1月20日德軍發起第2次主要進攻，這次他們在南面突破包圍圈，在城市南面打開了一個20公里的突破口及向蘇軍的供應基地德布勒森進攻。
史達林命令其軍隊不惜一切代價堅守，兩個方面軍暫時停止圍攻及移向南面應付德軍的進攻，但德軍因疲勞及物資供應短缺而在城市外20公里被迫停止進攻，布達佩斯的守軍被蘇軍容許可離開城市及包圍圈，但希特勒拒絕。1月28日德軍不能在維持戰線及被迫撤退，布達佩斯的守軍再度被封鎖。

### 布達戰役
與興建在平原的佩斯城不同，布達城興建在山上，這令守軍能在進攻者頭上架設火炮及防禦工事，令蘇軍推進減慢，主要堡壘，蓋勒特山由武裝親衛隊防守，他們數次擊退了蘇軍的進攻，在附近，蘇軍與德軍在市內墓園激戰，在墓碑的戰事持續了數天。
戰鬥在多瑙河中間的瑪格麗特島特別殘酷，該島與守軍餘下防守區域仍由餘下一半的瑪格麗特橋連接，它被用作傘降區及簡便機場供給小型飛機升降。
2月11日經過6個星期戰鬥，蘇軍從3個不同方向突破守軍防禦及勝利攻佔蓋勒山丘，從此蘇軍炮火範圍最終能覆蓋全城，剩下的軸心國守軍集中在少於2平方公里的範圍，他們大部份都是營養不良及染病，每天的配給口糧只有150克的麵包及宰殺馬匹而來的馬肉，但他們仍然拒絕投降及逐街逐屋防守，與蘇軍士兵及坦克作戰，這時一些匈牙利士兵（布達志願旅）已歸附於蘇軍向德軍及自己國人進攻。
經過兩天血戰後，蘇軍攻佔南部火車站，他們向城堡山進攻，2月10日，經過一輪交響樂式的炮轟，蘇軍在城堡山建立了橋頭堡，同時將守軍切成兩半。

### 德軍第三次進攻（或突圍）及投降
希特勒禁止德軍指揮官，武裝親衛隊上將卡爾·普費弗-維爾登布魯赫放棄布達佩斯或嘗試突圍，不過空運物資供應已在數天前停止及空投物資，突圍亦不可能。維登布魯赫決定不顧一切率領守軍突圍，正常地，德軍指揮官不需徵詢市內匈牙利指揮官的意見，非同尋常地，他與匈牙利指揮官伊萬·欣迪將軍一同突圍。2月11日晚上有25,000名德軍及匈牙利軍開始從城堡山走下來，他們分成3批，每一批裡有數千名平民，整個家庭推著嬰兒車，蹅著冰雪出來，不幸的是，蘇軍正等待這些逃亡者。
軍隊及平民利用霧作掩護，第一批出來時令蘇軍士兵及炮兵目瞪口呆，因此有一些人逃脫，但第2批及第3批就沒有這麼幸運，蘇軍大炮及火箭彈飛向逃走區，造成多人死亡，雖然付出慘重代價，但5,000至10,000人安全逃至布達佩斯西北面的山林地帶及向維也納走去，大約7,000名德軍逃脫了。

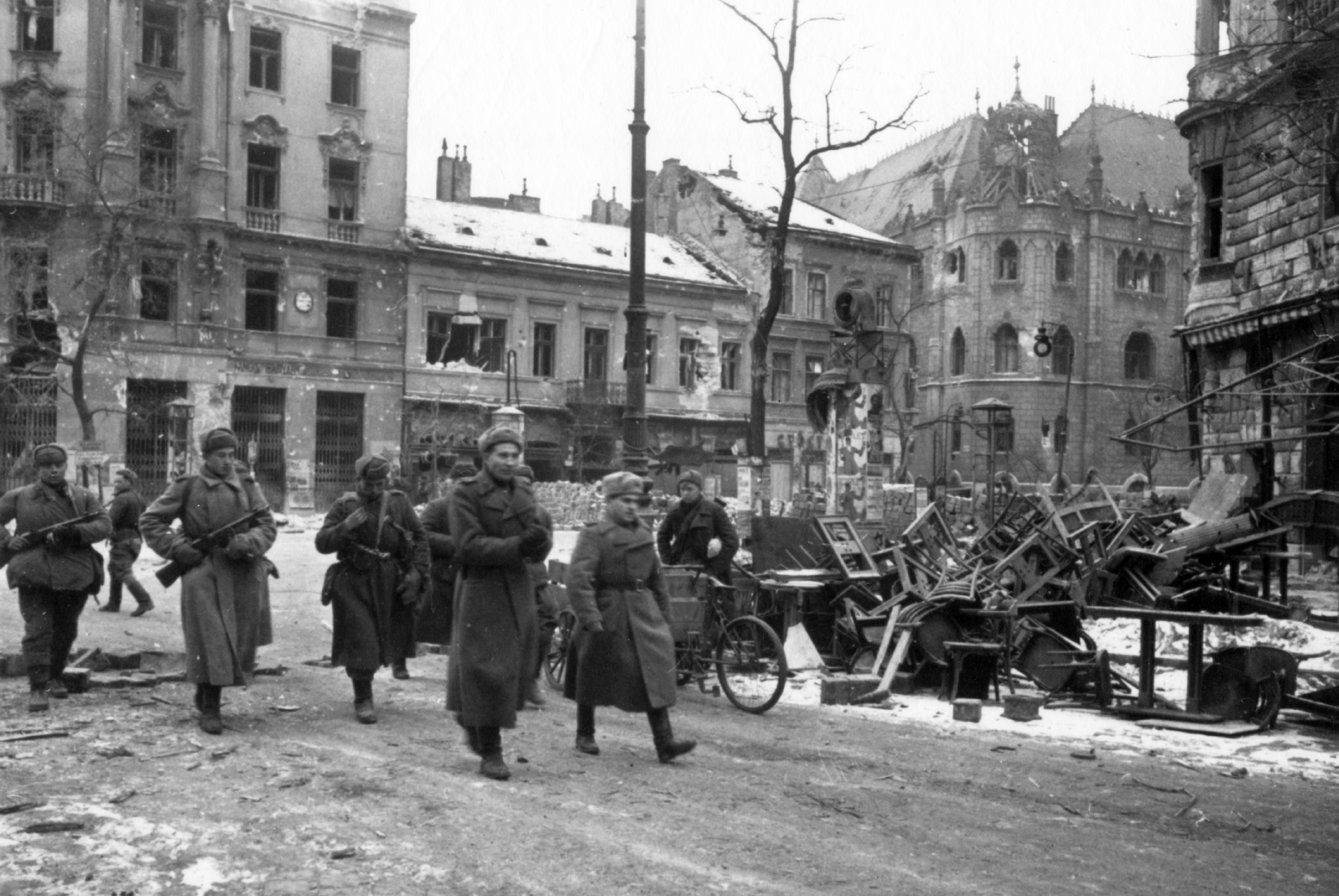
1945年，苏联士兵在布达佩斯

大部份試圖逃脫的人被殺、受傷或被蘇軍俘虜，維登布魯赫及欣迪亦被俘虜。1945年2月13日剩餘的守軍最終投降，布達佩斯成為廢墟，超過80%的建築物損毀或被破壞，著名歷史建築物如匈牙利國會大廈及城堡已被嚴重破壞，所有5座橫跨多瑙河的橋樑亦被破壞。
德軍及匈牙利軍損失慘重，幾乎所有師團被消滅，最少德軍損失了整個或大部份德軍第13裝甲師（师长格哈德·施密德胡贝尔阵亡）、統帥堂裝甲擲彈兵師、德軍武裝親衛隊第8弗洛里安·蓋依騎兵師（师长約阿希姆·魯莫爾在突圍時重傷，後舉槍自盡）及第22瑪麗婭·特蕾西婭志願騎兵師（师长奧古斯特·澤亨德阵亡），匈牙利第1軍團包括第10步兵師、第12步兵師及第1裝甲師全部被消滅。
大約40,000名平民死亡，另有數不盡的因飢餓或染病而死，很多10歲至70歲的婦女被強姦，在布達佩斯，估計有50,000名婦女被羅馬尼亞或蘇聯紅軍士兵強姦。

## 總結

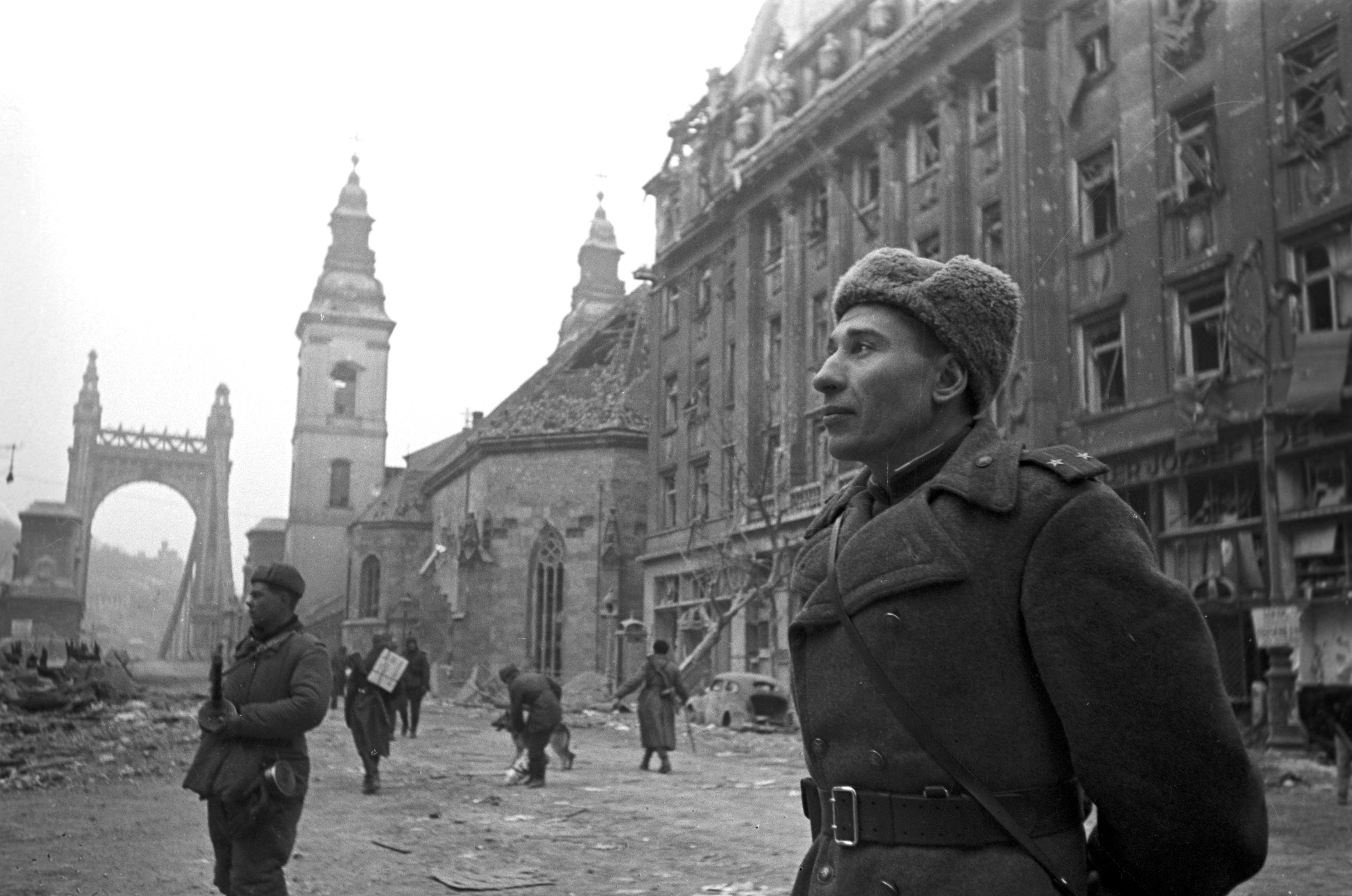
1945年1月城中的苏军

除這年3月實施的驚蟄行動（Unternehmen Frühlingserwachen）外，圍攻布達佩斯是德軍在南部戰線的最後一次大型軍事行動，圍攻耗盡了德意志國防軍特別是武裝親衛隊的資源，對蘇軍來說，布達佩斯戰役是柏林戰役前最後一次大型採排，它亦令紅軍實施維也納戰役，1945年4月13日布達佩斯投降後剛好兩個月，維也納宣告淪陷。

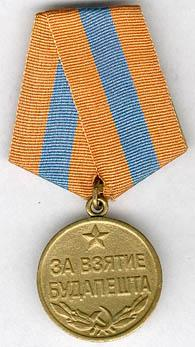
攻克布達佩斯獎章是授與所有曾參與布達佩斯戰役的蘇聯官兵

### 回憶錄及日記
有關第二次世界大戰的布達佩斯、依格多及克里斯蒂娜城的部份，是根據居民的回憶錄及日記而成的，László Deseő，1944年時15歲與家人住在美莎露絲街32號，這地區是戰事最激烈的地區，因為它接近宰部火車站及戰略上非常重要的山頭據點，Deseő保留了他的日記記錄了整個圍城時期，András Németh的回憶錄亦描述了整個圍攻及轟炸空置的學校建築物，他和跟隨他的士兵在之前利用此地觀察敵人的動向。

## 脚注
1. ↑  Glantz, David M., and Jonathan House. When Titans Clashed: How the Red Army Stopped Hitler. (Lawrence, Kansas: UP of Kansas, 1995. ISBN 0700608990)  p. 298
2. ↑  Ungváry 2003，第330頁.
3. ↑  "The worst suffering of the Hungarian population is due to the rape of women. Rapes - affecting all age groups from ten to seventy are so common that very few women in Hungary have been spared." Swiss embassy report cited in Ungváry 2005, p.350.
4. ↑  Deseő László naplója 的存檔，存档日期2007-01-27.（Hungarian）
5. ↑  Németh András – Mostohafiak （页面存档备份，存于） (Hungarian)

## 外部連結
- World War II: Siege of Budapest